# Cecilia Metela la Menor
Cecilia Metela la Menor (en latín, Caecilia Metella) fue una dama romana del siglo II a. C.
Fue la hija menor de Quinto Cecilio Metelo Macedónico y esposa de Publio Cornelio Escipión Nasica, cónsul en el año 111 a. C., con quien tuvo a Publio Cornelio Escipión Nasica, padre biológico de Metelo Escipión.